# Uist
Uist (gesprochen: [ˈjuːɪst], [ˈuːɪst], schottisch-gälisch: Uibhist) bezeichnet eine schottische Inselkette, die zu den Äußeren Hebriden gehört. Die Inseln werden wegen ihrer engen Nachbarschaft und ihrer landschaftlichen Ähnlichkeit zusammengefasst. 
Ursprünglich gehörten zu Uist folgende bewohnte Inseln, die seit Mitte des 20. Jahrhunderts über Fahrdämme verbunden sind:
- North Uist (gälisch: Uibhist a Tuath)
- Grimsay (Griomasaigh)
- Benbecula (Beinn na Faoghla)
- South Uist (Uibhist a Deas)

Seit ungefähr der Jahrtausendwende sind auch die nördlich vorgelagerte, bewohnte Insel Berneray und die südlich liegende, ebenfalls bewohnte Insel Eriskay über Fahrdämme erreichbar.
Außerdem gehört eine Anzahl kleiner, unbewohnter, nur per Boot erreichbarer Inseln zum Uist-Archipel, von denen einige während des Sommers als Schafweiden genutzt werden.
Uist kann über folgende Verkehrsverbindungen erreicht werden:
- direkt per Flugzeug von Glasgow aus zum Flughafen in Balivanich auf Benbecula; dieser wird außerdem angeflogen von Inverness aus mit Zwischenstopp in Stornoway auf Lewis and Harris
- direkt von Oban auf dem schottischen Festland aus per Autofähre nach Lochboisdale auf South Uist
- indirekt über benachbarte Inseln per Autofähre: von Castlebay (Barra) nach Eriskay, von Uig (Isle of Skye) nach Lochmaddy (North Uist), sowie von Leverburgh (Isle of Harris) nach Berneray